# Hylesia tendex
Hylesia tendex är en fjärilsart som beskrevs av Max Wilhelm Karl Draudt 1929. Hylesia tendex ingår i släktet Hylesia och familjen påfågelsspinnare. Inga underarter finns listade i Catalogue of Life.